# Version2
Version2 er et dansk online nyhedsmedie der udgives af Teknologiens Mediehus fra websiden http://www.version2.dk. 
Mediet, der startede den 8. november 2006,
henvender sig til it-professionelle der arbejder med informations- og kommunikationsteknologi både i praksis og forretningsmæssigt.
IT-udvikleren Poul-Henning Kamp har sin egen blog under Version2.
Blandt de emner der har optaget debattørene i Version2 har været: Rejsekortet, NemID og e-valg som alle er blevet kritisk behandlet. 
Debatten på Version2 om e-valg tilskrives en førende rolle til at oppositionen i Folketinget forkastede et lovforslag om indførelse af elektroniske valg i Danmark.